# Mikael Carlson

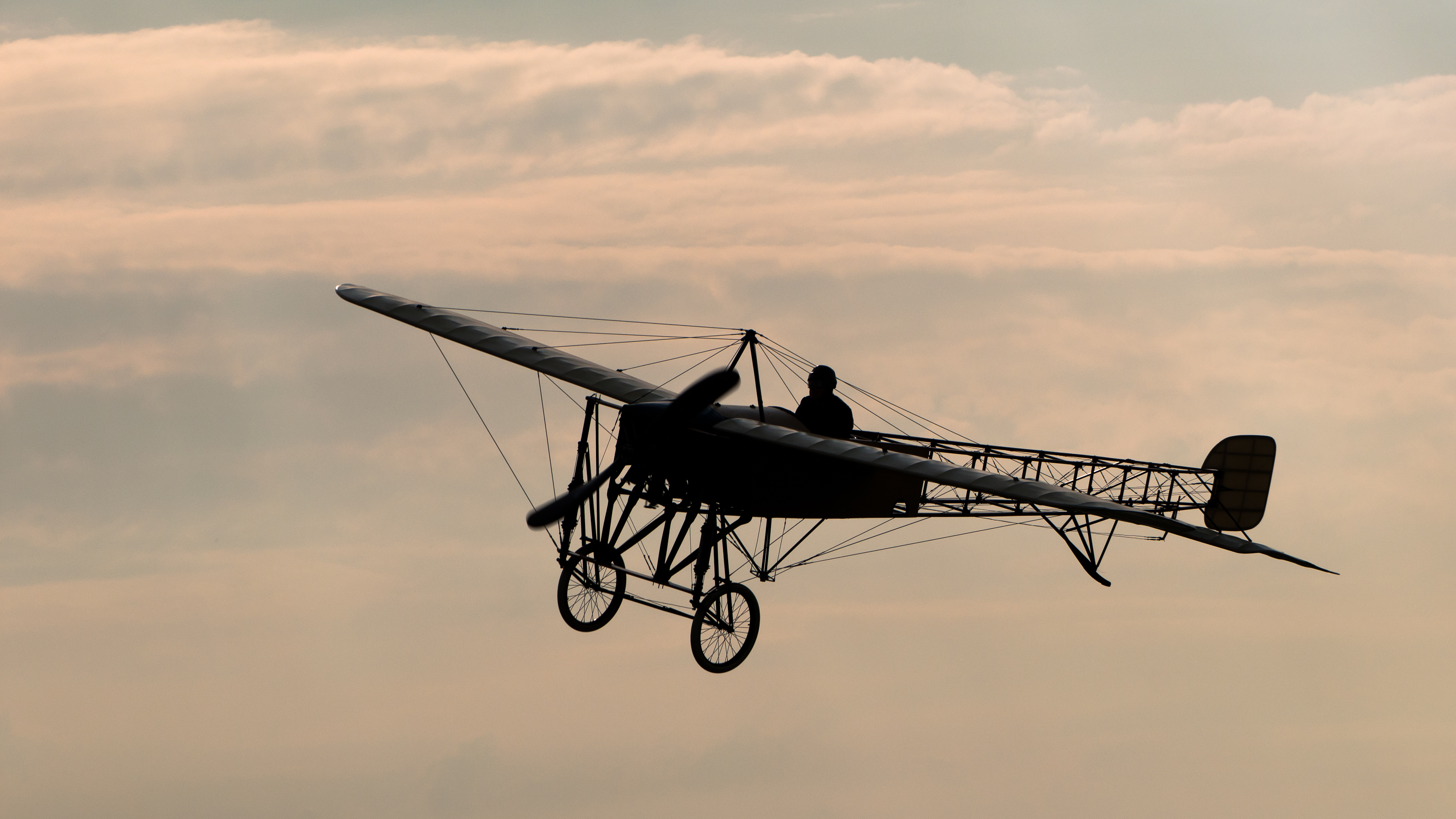
Mikael Carlson v letadle Blériot XI/Thulin A z roku 1910, renovovaném v roce 1991

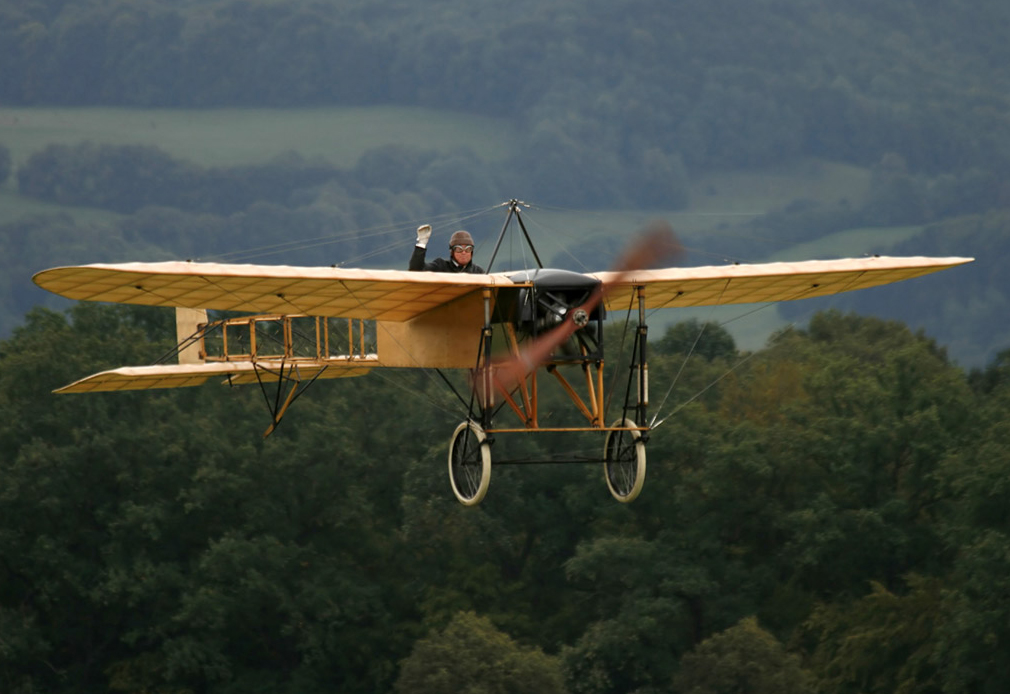
Mikael Carlson s Blériotem XI/Thulin A, se kterým se zúčastnil přeletu kanálu La Manche v roce 1999

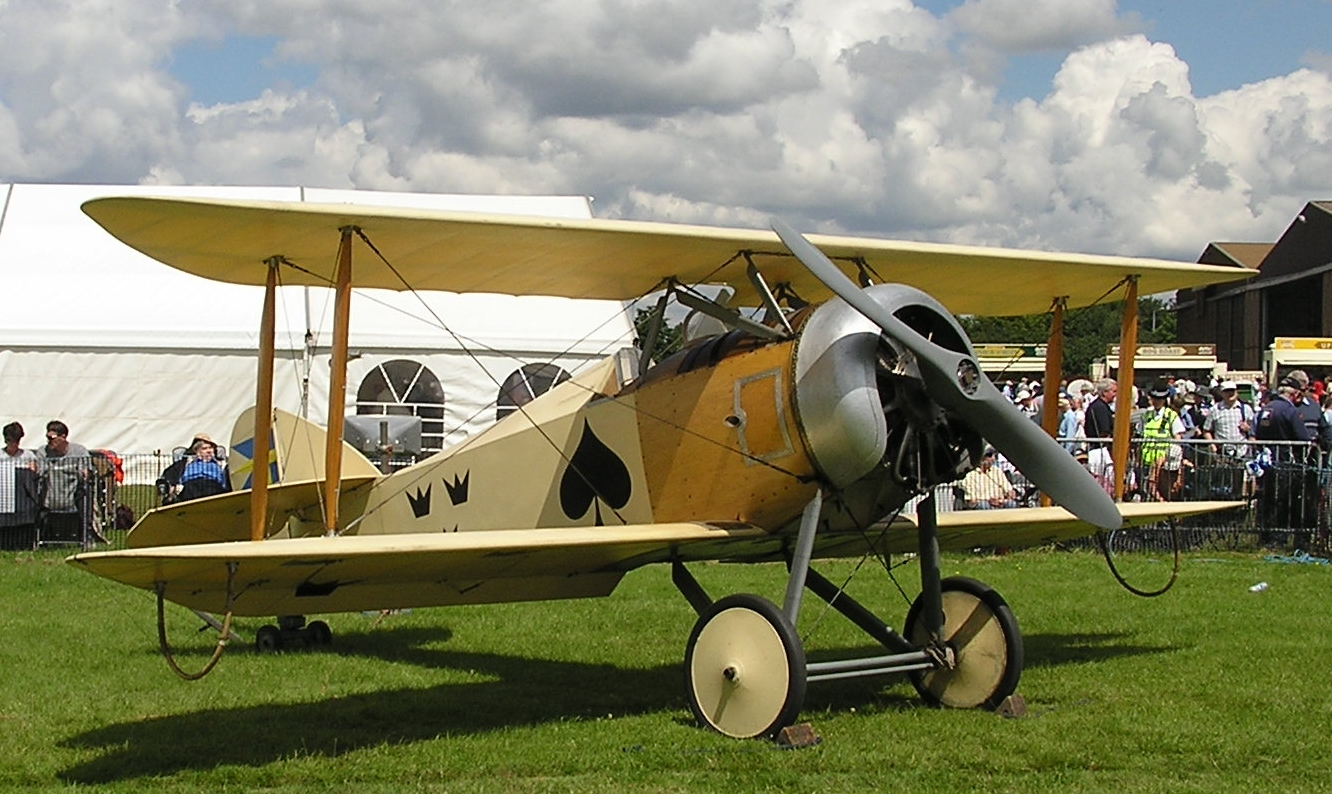
Carlsonova replika FVM E1 Thumbelina na UK Flying Legends show, 2007

Mikael Carlson (* 21. prosince 1959) je švédský pilot, aviatik a propagátor létání na historických motorových letounech. Civilním povoláním je kapitán dopravního letadla Boeing 737, ve volném čase se věnuje restaurování, zprovozňování a stavbě replik historických letadel, která též pilotuje a zúčastňuje se s nimi různých aviatických akcí.

## Život
Již od mládí se zajímal o aviatiku, navštěvoval muzea s vystavenými leteckými exponáty a stavěl letecké modely, za které byl odměněn zlatou i stříbrnou medailí na světové soutěži RC modelů. Zálibu v letadlech a létání zúročil později ve svém civilním povolání kapitána dopravního letadla Boeing 737 i pilota historických letadel. Se ženou Gunillou, která se též věnuje aviatice a je leteckou akrobatkou na křídle, žijí v jižním Švédsku.

## Dílo
Jeho prvním projektem z let 1982 – 1989 bylo zrestaurování motorového dvouplošníku FVM E1 Thumbelina (Tummelisa) z roku 1919, který sloužil do roku 1935 k výcviku mladých pilotů. Potom byl umístěn v Muzeu švédského letectví. Mikael Carlson po mnoha návštěvách muzea a studiu původních plánů a nákresů, doplnil originální části letounu o chybějící, vlastnoručně vyrobené prvky a za použití původního, opraveného motoru ho uvedl do provozuschopného stavu.
První letoun typu Blériot XI z roku 1910 objevil Mikael Carlson ve starém hangáru. Tento letoun byl původně používaný v leteckých školách ve městě Landskrona a Malmslätt, pak stál odložen v hangáru do roku 1989. Carlson ho opatřil originálním motorem Thulin A a v roce 1991 s ním poprvé vzlétl. Od té doby se s ním zúčastnil mnoha leteckých akcí a přehlídek historických letounů po celém světě. V roce 1999 se s tímto strojem zúčastnil přeletu kanálu La Manche, 90 let po legendárním přeletu Lamanšského průlivu, který uskutečnil na svém stroji Louis Blériot.
Dále sestavil letuschopný stroj Fokker Dr.I a zrekonstruoval letoun Fokker D.VII za použití originálního motoru a původních materiálů pro chybějící části; v roce 2004 zrekonstruoval též další letoun typu Blériot XI. 
V roce 2006 přijal pozvání Letecké amatérské asociace, která od roku 1991 pořádá každoročně leteckou podívanou s názvem Aviatická pouť, mapující vývoj letecké techniky od prvních pokusů Ing. Jana Kašpara ovládnout české nebe. Při příležitosti 95. výročí přeletu Jana Kašpara z Pardubic do Prahy v letounu Blériot XI v roce 1911, uskutečnil Mikael Carlson tentýž přelet na historickém letounu téhož typu. Dne 4. června 2006, ve večerních hodinách přistál na závodišti v Chuchli a předal symbolické poselství primátora Pardubic primátorovi Prahy. Pro silný vítr musel být start v Pardubicích několikrát odložen a z téhož důvodu se konalo i 30 minut trvající mezipřistání v Kolíně. Po celou cestu doprovázeli Mikaela Carlsona v Blériotu Richard Santus z Východočeského aeroklubu Pardubice v letounu Aero L-60 Brigadýr (OK-MTI) a Marcel Sezemský v replice letadla Avia BH-1. Na závěr se účastníci letu setkali v salonku s ředitelem závodiště Petrem Drahošem a společně se podepsali do kroniky.
Dalším projektem bylo restaurování letounu Blériot XI/Thulin typu A, vyrobeného v roce 1918 továrnou AB Thulinverken, založenou švédským průkopníkem aviatiky a konstruktérem Enochem Thulinem ve městě Landskrona na jihu Švédska. Tento stroj z roku 1918, výr.čís. 82-748, pozn. zn. SE-XMC, byl určen pro leteckou školu v Ljungbyhed v Skåne. Některé jeho části chyběly a předpokládalo se, že sloužil jako záložní zdroj náhradních dílů pro jiná letadla stejného modelu. Zavěšený letoun byl vystaven v Technickém muzeu ve Stockholmu od roku 1926 do začátku roku 1980. V jubilejním roce švédského letectva, v roce 2010, požádalo muzeum Mikaela Carlsona, aby zrenovoval letoun do létajícího stavu a představil ho veřejnosti 100 let poté, kdy to učinil švédský aviatik Carl Cederström na stejném místě, v letadle stejného typu. Během leteckých dnů ve Stockholmu, 21. a 22. srpna 2010, vzlétl Mikael Carlson na opraveném Blériotu XI a poté byl letoun opět umístěn v muzeu.

### Účast na leteckých akcích (výběr)
- 2006 – Aviatická pouť Jana Kašpara, Pardubice – Praha, Česko
- 2007 – Flying Legends, Duxford, Anglie
- 2010 – Wels Airshow, Wels, Rakousko
- 2012 – Sola Airshow, Sola, Norsko
- 2013 – Oldtimer-Fliegertreffen, Hahnweide, Německo[6]
- 2014 – Air 14, Payerne, Švýcarsko